# 洋明旅行社
洋明旅行社有限公司（英語：Match Travel Service Co., Ltd.，簡稱：洋明旅行社）是台灣綜合旅行社業者，成立於2005年9月30日，總部位於台北市。因2006年將公司出團旅遊名稱LOGO麻吉假期 Match Holiday註冊商標，又稱作麻吉假期。
主要經營台灣內外團體旅遊、代辦個人機票、個人自由行、企業參訪及公司行號員工旅遊等。
2013年正式擁有台灣綜合旅行業執照，升格為綜合旅行社。

## 得獎紀錄
| 年份   | 獎項                                                   | 結果 |
| ------ | ------------------------------------------------------ | ---- |
| 2017年 | 中華民國旅遊保障協會頒發江西行程「金質旅遊獎」         |      |
| 2017年 | 中國大陸山西、內蒙古各大景區「特殊貢獻獎」             |      |
| 2017年 | 南昌市旅遊發展委員會頒發「台灣地區旅遊推廣大使」       |      |
| 2016年 | 東方航空公司「特殊貢獻獎」                             |      |
| 2015年 | 江西鷹潭市旅遊發展協會頒發「重點合作旅遊企業」         |      |
| 2014年 | 中國大陸江西旅遊局頒發贛台旅遊合作「突出貢獻獎旅行社」 |      |

## 外部連結
- 洋明旅行社youtube頻道